# Älgtjärnen (Ljusnarsbergs socken, Västmanland)
Älgtjärnen är en sjö i Ljusnarsbergs kommun i Västmanland och ingår i Norrströms huvudavrinningsområde.